# Mashonaland

Karta över Zimbabwe med Mashonaland i rött

Mashonaland är en region i norra Zimbabwe.
Regionen är indelad i tre provinser med sammanlagt ungefär tre miljoner invånare:
- Mashonaland West
- Mashonaland Central
- Mashonaland East

Vidare ligger Zimbabwes huvudstad Harare, som är en egen provins, i Mashonaland.